# Maxinquaye
Maxinquaye è l'album d'esordio del musicista inglese Tricky, uscito nel 1995.
Il titolo deriva dal nome della madre di Tricky, Maxine Quaye, alla quale dedicò l'intero album.

## Tracce
1. Overcome – 4:28
2. Ponderosa – 3:30
3. Black Steel – 5:39 (voce: Martina Topley-Bird, sample: Black Steel in the Hour of Chaos - Public Enemy)
4. Hell Is Round the Corner – 3:46
5. Pumpkin – 4:30 (voce: Alison Goldfrapp, sample: Suffer - The Smashing Pumpkins)
6. Aftermath – 7:37
7. Abbaon Fat Tracks – 4:26
8. Brand New You're Retro – 2:54
9. Suffocated Love – 4:52
10. You Don't – 4:39
11. Strugglin' – 6:38
12. Feed Me – 4:02

## Formazione
- Tricky - Compositore, Producer, voce
- David Alvarez - Art director
- Howie B - Compositore, Producer
- Pete Briquette - contrabbasso, basso
- Cally - Art director
- FTV - chitarra, batteria
- Alison Goldfrapp - voce
- Martina Topley-Bird - voce
- Kevin Petrie - Producer
- Ragga - voce
- Mark Saunders - Producer, tastiera
- James Stevenson - chitarra , basso
- Tony Wrafter - flauto